# 장동리 패총
장동리 패총(長洞里 貝塚)은 전라남도 나주시 동강면 장동리에 있는 패총이다. 2006년 12월 30일 나주시의 향토문화유산 제9호로 지정되었다.